# XM-4
O XM-4, também conhecido como XM Blues, é um satélite de comunicação geoestacionário estadunidense que foi construído pela Boeing, ele está localizado na posição orbital de 115 graus de longitude oeste e foi operado pela XM Satellite Radio até a sua fusão com a Sirius XM Holdings que passou a operar o mesmo. O satélite foi baseado na plataforma BSS-702 e foi equipado com dois transponders em banda S, o mesmo possui uma expectativa de vida útil estimada de 15 anos.

## Lançamento
O satélite foi lançado com sucesso ao espaço no dia 30 de outubro de 2006 às 23:49 UTC, por meio de um veiculo Zenit-3SL lançado a partir da plataforma de lançamento marítima da Sea Launch, a Odyssey. Ele tinha uma massa de lançamento de 5 193 kg.